# Kurt Waldheim
Kurt Waldheim (St. Andrä-Wördern, Austria, 21 de diciembre de 1918-Viena, Austria, 14 de junio de 2007) fue un diplomático y político austríaco, miembro del Partido Popular Austríaco (ÖVP). Fue secretario general de las Naciones Unidas entre 1972 y 1981, y luego presidente de Austria entre 1986 y 1992.

## Primeros años y educación
Su padre fue un inspector escolar católico de origen checo llamado originalmente Watzlawick (original checo Václavik) quien cambió su nombre el año en que la monarquía de los Habsburgo colapsó. Sirvió en el ejército austríaco (1936-37); asistió a la Academia Consular de Viena, donde se graduó en 1939. Su padre fue miembro activo del Partido Social Cristiano. Waldheim no estuvo afiliado durante los años de la Academia. Tres semanas antes de que Alemania se anexionara Austria en 1938 se hizo miembro de la Liga de los Estudiantes Nacional-Socialistas Alemanes (NSDStB), una división del Partido Nazi. Durante ese corto período estuvo registrado como miembro de los cuerpos montados de la SA.
El 19 de agosto de 1944 se casó con Elisabeth Ritschel en Viena. Su hija mayor Lieselotte nació al año siguiente; le siguieron, un hijo, Gerhard, y otra hija, Christa.

## Servicio militar en la Segunda Guerra Mundial
A principios de 1941, Waldheim fue reclutado por la Wehrmacht y enviado al frente del este donde estuvo al mando de una escuadra. En diciembre, fue herido pero regresó al servicio activo en 1942. En 1943 y vestido con un uniforme del ejército nazi engalonado, estaba en Kozara (actual Bosnia) en el tiempo en el que el ejército nazi torturó y masacró a civiles y donde murieron alrededor de 25.000 partisanos y ciudadanos yugoslavos. Su servicio en la Wehrmacht de 1942 a 1945 fue sujeto a revisión internacional en 1985 y 1986. En su autobiografía de 1985, indica que fue licenciado del servicio adicional y del frente y en donde permaneció el resto de la guerra, terminando su carrera de leyes en la Universidad de Viena y con su casamiento en 1944. Después de la publicación, documentos y testigos salieron a la luz pública y revelaron que el servicio militar de Waldheim continuó hasta 1945; durante ese tiempo ostentó el rango de Oberleutnant.

### Servicio en Yugoslavia y Grecia
Sus funciones dentro del Grupo de Ejércitos E del Ejército Alemán de 1942 hasta 1945, determinadas por la Comisión Internacional de Historiadores, fueron:
- Intérprete y oficial de enlace con la 5.ª División Alpina (Italia) en abril/mayo de 1942, después
- O2 (Segundo Asistente Adjunto) para el 1b (Intendente general) en el Kampfgruppe West en Bosnia en junio/agosto de 1942.
- Intérprete con el equipo de enlace adscrito al 9.° Ejército italiano en Tirana a principios del verano de 1942.
- O1 (Primer Asistente Adjunto) para el 1a (Jefe de Operaciones del Estado Mayor General) en el equipo de enlace alemán con el 11.° Ejército italiano y en la plana del Grupo de Ejército Sur en Grecia en julio/octubre de 1943 y
- O3 (Tercer Asistente Adjunto) para el 1c (Oficial de inteligencia del Estado Mayor General) como oficial de estado mayor del Grupo de Ejércitos E en Arksal, Kosovska Mitrovica y Sarajevo de octubre de 1943 a enero/febrero de 1945.

En 1943, estuvo sirviendo en la organización de campo en el Grupo de Ejércitos E mientras estuvo bajo las órdenes del general Alexander Löhr. En 1986, Waldheim dijo que había servido solo como intérprete y empleado y que no tuvo conocimiento de las represalias contra la población civil de Serbia o de las masacres en las vecinas provincias de Yugoslavia. Hizo mención que conoció alguna de estas cosas que le habían contado y se horrorizó, pero que él no vio nada de eso.
Mucho interés histórico se ha centrado en el papel de Waldheim en la Operación Kozara en 1942. De acuerdo a una investigación posterior a la guerra, los prisioneros eran fusilados rutinariamente a unos pocos cientos de metros de la oficina de Waldheim y a 35 km (22 millas) del campo de concentración de Jasenovac. Más tarde diría que "no sabía nada de los asesinatos de civiles ahí".
El nombre de Waldheim aparece en la "lista de honor" de la Wehrmacht en donde son responsables del éxito militar de la operación. El estado marioneta filonazi croata premió a Waldheim con la Medalla de la Corona del Rey Zvonimir, la cual es de plata con racimos de ramas de roble. Décadas más tarde, durante la elección como secretario general de las Naciones Unidas, el presidente de Yugoslavia Josip Broz Tito, quien había comandado fuerzas contra los alemanes durante la guerra, le entregó a Waldheim una de las órdenes más altas de Yugoslavia.
Rechazó conocer los crímenes de guerra cuando ocupó la plaza en Bosnia y entre las batallas de los nazis con los partisanos de Tito en 1943. De acuerdo a Eli Rosenbaum, en 1944 Waldheim revisó y aprobó un paquete de panfletos de propaganda antisemítica que se difundió de forma paulatina detrás de las líneas soviéticas, una de las cuales finalizaba: "Suficiente que la guerra judía, maten a los judíos, como viene".

### Rendición
En 1945, se rindió a las fuerzas británicas en Carintia, diciendo que era el comandante del Grupo de Ejércitos E, bajo el mando del General Löhr, recibiendo trato especial por los británicos. Acusado al término de la guerra de crímenes de guerra, nunca fue condenado por falta de pruebas.

## Carrera política
Waldheim se unió al servicio diplomático austriaco en 1945, después de terminar sus estudios de derecho en la Universidad de Viena. Ejerció como primer secretario de la delegación austriaca en París, y en el ministerio de relaciones exteriores en Viena entre 1951 y 1956. Ese año fue nombrado embajador ante Canadá, retornando en 1960 al ministerio, después de lo cual, se convirtió en el representante permanente de Austria ante las Naciones Unidas en 1964. A partir de 1968 fue ministro federal encargado de asuntos extranjeros sirviendo al Österreichische Volkspartei, volviendo en 1970 a representar a Austria.
En 1971 fue derrotado en las elecciones para presidente de su país, pero en ese año consiguió ser elegido como el sucesor de U Thant como secretario general de las Naciones Unidas. Fue reelegido en 1976 a pesar de cierta oposición. Al concluir este, un veto impuesto por China le impidió presentarse para un tercer mandato, siendo reemplazado por el peruano Javier Pérez de Cuéllar. 
Mientras fue secretario general, Waldheim abrió y dirigió múltiples conferencias internacionales auspiciadas por la ONU. Entre estas se incluyen la Tercera sesión de la Conferencia de Comercio y Desarrollo de las Naciones Unidas (Santiago, abril de 1972); la Conferencia de las Naciones Unidas acerca del Ambiente Humano (Estocolmo, junio de 1972); la Tercera Conferencia de las Naciones Unidas sobre la Ley del Mar (Caracas, junio de 1974); la Conferencia sobre la Población Mundial (Bucarest, agosto de 1974), la Conferencia sobre la Alimentación mundial (Roma, noviembre de 1974) y la Conferencia Internacional del Año de la Mujer (Ciudad de México, junio de 1975).
Durante esta última, se impulsó la resolución 3379, de carácter declarativo y no vinculante, que consideraba al sionismo como una forma de racismo y lo hacía equiparable al apartheid sudafricano, adoptada por la Asamblea General de la ONU adoptó, por iniciativa de los países árabes, y con el apoyo del bloque soviético y del Movimiento de Países No Alineados (72 votos a favor, 35 en contra y 32 abstenciones).

### Presidencia de Austria y el Asunto Waldheim
En 1986 Waldheim volvió a postularse en las elecciones de su país, y a diferencia de la ocasión anterior, salió ganador. Ese año sirvió como inicio del llamado "Asunto Waldheim". Antes de las elecciones, la revista Profil reveló que, en una autobiografía recientemente publicada, existían algunas omisiones respecto a la vida de Waldheim entre 1938 y 1945. Poco tiempo después se supo que Waldheim había mentido acerca de su servicio en la SA-ReiterCorps, una división paramilitar del Partido Nazi, antes de la guerra, además de su misión como oficial coordinador en Salónica (Grecia) en 1942 y 1943. Es sabido y están documentados los múltiples crímenes cometidos en Grecia durante la ocupación militar. Además, Waldheim afirmaba que los años finales de la guerra los había pasado en Austria. La especulación creció y Waldheim se vio involucrado o acusado de complicidad en crímenes de guerra realizados por los nazis.
Durante su paso por la presidencia (1986-1992) Waldheim y su esposa fueron declarados en diferentes países como personas no gratas. En 1987, fueron puestos en una lista de observación para impedir su ingreso a los Estados Unidos. En sus 6 años de gobierno, Waldheim realizó pocas visitas a países extranjeros, salvo a la Ciudad del Vaticano y a los países de Oriente Medio.
Debido a la creciente controversia mundial, el gobierno austríaco decidió consultar a un comité internacional de historiadores para examinar la vida de Waldheim entre 1938 y 1945. El comité no encontró evidencia que permitiera involucrarlo con crímenes de guerra, pero su reporte final declaró que Waldheim debía conocer más de lo que estaba dispuesto a admitir. El comité también señaló que "sólo tenía muy pocas posibilidades de actuar contra las injusticias que estaban ocurriendo".[cita requerida]
Waldheim quedaría en entredicho y aún más el funcionamiento de la ONU. Especialmente esclarecedor resultaría tiempo después el documental El caso Kurt Waldheim presentado en el Atlántida Film Fest de 2018, trabajo de la directora Ruth Beckermann. Lara Gómez, anota en su artículo sobre dicho estreno que «pese a que el material del documental data de hace más de 30 años, la propia directora plantea una reflexión intemporal: la necesidad de evitar que las responsabilidades individuales se diluyan en las colectivas y la defensa consciente de la mentira, tanto del que la lanza como del que la conoce y hace oídos sordos. Se puede decir que la cinta llega puntual, en un momento en el que la ultraderecha nacionalista forma parte del Ejecutivo de Austria, el gobierno húngaro firma leyes severas contra la libertad sexual y la inmigración y en EE.UU., la prensa ha destapado los centros de internamiento donde se aísla a los inmigrantes menores de edad de sus familias. Sin duda, una época que, a ojos de la cineasta, merece una gran reflexión».